# La Pesse
La Pesse – miejscowość i gmina we Francji, w regionie Burgundia-Franche-Comté, w departamencie Jura.
Według danych na rok 1990 gminę zamieszkiwało 245 osób, a gęstość zaludnienia wynosiła 10 osób/km² (wśród 1786 gmin Franche-Comté La Pesse plasuje się na 502. miejscu pod względem liczby ludności, natomiast pod względem powierzchni na miejscu 69.).